# Völundarkviða
Völundarkviða ("Il carme di Völundr"), è uno dei poemi mitologici dell'Edda poetica. È conservato interamente nel Codex Regius e il prologo in prosa si può trovare anche nel frammento AM 748 I 4to. Vicende simili a quelle del poema si trovano narrate anche nel racconto norvegese Velents þáttr (parte della Þiðrekssaga) e nell'elegia anglosassone Deor.

## Trama

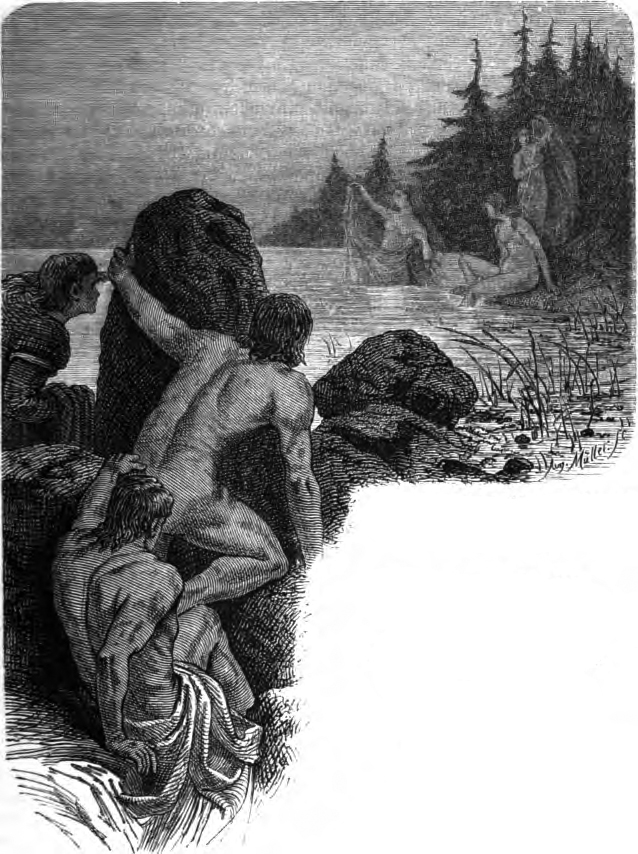
"I tre giovani fratelli fabbri spiano e conquistano le tre vergini al bagno" (Friedrich Wilhelm Heine, 1882)

Il poema è incentrato sull'inimicizia tra il fabbro Völundr e il crudele re Níðuðr.
Völundr, figlio del re dei Finnar, vive in Ulfdalir ("le valli dei lupi") con i fratelli Egill e Slagfiðr. Un giorno i tre giovani incontrano sulle rive di un lago tre valchirie e le portano a casa loro. Egill prende per sé Ölrún, Slagfiðr prende Hlaðguðr svanhvít e Völundr Hervör alvitr. Dopo nove inverni trascorsi insieme, le tre spose, trasformate in cigni, volano via per compiere il loro destino di valchirie. Egill e Slagfiðr partono in fretta per cercare le mogli, ma Völundr rimane in Ulfdalir sperando nel ritorno di Hervör alvitr. Egli fabbrica molti anelli d'oro per la sposa: ne fa in tutto settecento. 
Un giorno Völundr torna da caccia e conta gli anelli e si accorge che ne manca uno e crede che Hervör alvitr sia tornata a prenderlo. Così si addormenta. Ma al risveglio trova il crudele re Níðuðr, che era entrato a rubare l'anello e che ora lo fa prigioniero. Níðuðr fa tagliare a Völundr i tendini delle gambe e lo relega su una piccola isola perché lavori per lui e non possa fuggire. L'anello rubato viene dato alla figlia del re, Bodvilðr.
Un giorno i due figlioletti di Níðuðr vengono all'isola di Völundr per vedere i tesori della sua fucina. Völundr dice loro di tornare in segreto. Quando questi tornano, Völundr li decapita e usa i loro teschi per fare coppe per il re e gli occhi per fare gioielli per la regina e i denti per fare collane per Böðvildr. 
Una volta Böðvildr viene alla fucina per far riparare l'anello che si era rotto. Völundr le dà una bevanda drogata e giace con lei e la principessa rimane incinta. Poi Völundr spicca il volo e rivela a Níðuðr tutta la sua vendetta (l'uccisione dei figli e la violazione della principessa) e, fatto promettere al re che nessun male verrà arrecato a Böðvildr e a suo figlio, vola via.